# Kalscheid
Kalscheid ist ein Ortsteil der Ortsgemeinde Asbach im Landkreis Neuwied im nördlichen Rheinland-Pfalz. Der Ort ist landwirtschaftlich geprägt.

## Geographie
Der Weiler liegt im Niederwesterwald etwa drei Kilometer südöstlich des Hauptortes Asbach. Südlich von Kalscheid verläuft die Grenze zur Ortsgemeinde Neustadt (Wied). Kalscheid ist über die Kreisstraße 69 mit den Asbacher Ortsteilen Krankel und Dinspel verbunden.

## Geschichte
Kalscheid gehörte vermutlich schon im 12. Jahrhundert zum Besitz der Herren von Ütgenbach. Die erste urkundliche Nennung des Ortsnamens in der Form „Kaliche“ erfolgte 1324, als ein Werner von Kaliche eine Wiese an die Templerkommende in Hönningen verkaufte.
Im Jahre 1413 gehörte der „Kalscheider Zehnt“ den Herren von Ehrenstein.
Landesherrlich gehörte Kalscheid bis 1803 zum Kurfürstentum Köln. Der Ort war Teil der „Honnschaft Schöneberg“, die zum Kirchspiel Asbach gehörte und der Verwaltung des Mitte des 13. Jahrhunderts entstandenen kurkölnischen Amtes Altenwied unterstand. 
Nach einer 1660 vom Kölner Kurfürsten Maximilian Heinrich angeordneten Bestandsaufnahme hatte Kalscheid fünf Höfe. Jeder der Höfe hatte aufgrund unterschiedlicher Besitzverhältnisse seine eigene Gerechtigkeit.
Nachdem das Rheinland 1815 zu Preußen gekommen war, gehörte Kalscheid zur Gemeinde Schöneberg im damals neu gebildeten Kreis Neuwied und wurde zunächst von der Bürgermeisterei Neustadt und ab 1823 von der Bürgermeisterei Asbach verwaltet. Nach einer Volkszählung aus dem Jahr 1885 hatte Kalscheid 40 Einwohner, die in 15 Häusern lebten.
Bis 1974 gehörte Kalscheid zu der bis dahin eigenständigen Gemeinde Schöneberg. Aus ihr und den gleichzeitig aufgelösten Gemeinden Asbach und Limbach sowie einem Teil der Gemeinde Elsaff wurde am 16. März 1974 die Ortsgemeinde Asbach neu gebildet. 1987 zählte Kalscheid 43 Einwohner.